# Spedizione a Hunza Nagar
La spedizione di Hunza-Nagar del 1891 si riferisce ad un'azione militare condotta dalle truppe del Raj britannico contro i principati di Hunza e Nagar (un'area che attualmente si trova nei Territori del Nord del Pakistan)

## Cause
Alla fine del XIX secolo le truppe dell'Impero britannico tentavano di consolidare il loro controllo sulle aree tribali del nord-est del Raj scontrandosi con una certa resistenza soprattutto nei principati di Hunza e Nagar. I britannici sospettavano inoltre che i russi stessero fornendo armamenti ai ribelli (vedi Grande gioco).
Nel 1891, il colonnello Algernon George Arnold Durand venne dunque inviato nel Nagar che, a seguito della battaglia di Nilt Nagar, venne occupato. 
Il principe del Nagar rimase sul trono ma dovette fare atto di sottomissione mentre il raja di Hunza venne sostituito dal fratellastro, più incline a collaborare con i britannici.